# Rossendale
Rossendale is een Engels district in het shire-graafschap (non-metropolitan county OF county) Lancashire en telt 71.000 inwoners. De oppervlakte bedraagt 138 km².
Van de bevolking is 14,4% ouder dan 65 jaar. De werkloosheid bedraagt 2,8% van de beroepsbevolking (cijfers volkstelling 2001).

## Plaatsen in district Rossendale
- Bacup
- Haslingden
- Rawtenstall

## Civil parishesin district Rossendale
- Whitworth